# 中国2010年上海世界博览会尼泊尔馆
2010年上海世博会尼泊尔馆位于A片区，是在2010年上海世博会中代表尼泊尔的国家级展馆。尼泊尔馆的外观是大型佛塔，内部有3600平方米的面积，其主题为：“加德满都城的传说：寻找城市的灵魂；探索和思考”。
尼泊尔馆命名为“阿尼哥中心”，是为了纪念元朝时在中国设计并主持建造了佛塔三座、大寺九座、一座道观和两座祀祠以及大量的雕像的尼泊尔人阿尼哥而命名的。